# Полска чучулига
Полската чучулига (Alauda arvensis) е сравнително едър представител на семейство Чучулигови (Alaudidae), разред Врабчоподобни (Passeriformes). Дължината на тялото ѝ е около 17 cm, размахът на крилете 35 cm и тежи около 37 гр. Нокътят на задния пръст на краката е дълъг и заострен. По земята ходи, подобно на другите чучулиги, а не подскача. Няма изразен полов диморфизъм. Песента ѝ са мелодични трели, които изпълнява летейки високо, понякога над 100 метра над земната повърхност.

## Разпространение
Среща се в по-голямата част на Европа (включително и България), Азия и северна Африка.

## Начин на живот и хранене
Подобно на повечето видове чучулиги живее предимно на земята. Обитава открити сухи местности. Храни се най-вече с животинска храна, като дребни безгръбначни, червеи, насекоми и др., но понякога приема и растителна храна, семена, кълнове.

## Размножаване
Прави гнездото си на земята. Снася 3 – 5 бели напръскани с кафяви, черни и сиви точки яйца, които имат размери 23х16 mm. Мъти в продължение на 12 – 14 дни. Малките подобно на повечето чучулиги се развиват изключително бързо и напускат гнездото след около 9 – 11 дни. Родителите ги хранят с насекоми.

## Допълнителни сведения
В България е защитен от закона вид.